# ミームいろいろ夢の旅
『ミームいろいろ夢の旅』（ミームいろいろゆめのたび）は、TBS系列局ほかで放送されていた科学教養アニメである。日本アニメーションとTBSの共同製作。全127話で、他に番外の実写特別編も2回放送された。TBSならびに同時ネット局では、1983年4月3日から1985年9月29日まで毎週日曜 11:00 - 11:30 （日本標準時）に放送。
1984年厚生省児童福祉文化奨励賞受賞作品。

## 内容
子供にも親しみやすい表現方法のアニメーションを用い、解説役のキャラクター「ミーム」が科学に関する様々な事柄を分かりやすく説明する教養番組である。この概念は同じくTBSで放送された『まんがはじめて物語』と類似するが、本作に実写パートは存在せず、すべてアニメーションで構成される。扱われた事柄については数話にわたって深く掘り下げる、専門用語が解説されるなどより詳細な説明がされた。
当時の電電公社、さらに民営化したNTTの一社提供番組として制作・放送された。このため物語には同社の動向、電話や通信に関する話題がふんだんに盛り込まれ、広報番組としての役割も果たした。特に当時同社が実用化に向け実験を進めたINS は番組内で頻繁に紹介され、物語設定にも組み入れられた。
なお特別企画として、1983年6月26日にその5日前に通信衛星さくら2号aの稼動により衛星電話によるダイヤル即時通話が可能になった小笠原諸島からの生中継「ミーム小笠原に行く」と、つくば科学万博開幕当日の1985年3月17日に万博会場からの生中継「ミーム科学万博へ行く」が放送されている。
本作は約2年半・全127話にわたって放送されていたが、放送2年目の第51話で登場人物や設定など、内容の大幅な変更が加えられた。
後に日本アニメーションがテレビ朝日と共同製作した『宇宙船サジタリウス』も、本作とほぼ同じスタッフが手掛けている。

### 第1話 - 第50話
1年目となる第50話まではミームと大谷大助・さやかの兄妹をレギュラーキャラクターとし、歴史上の偉人とその業績、コンピュータ、ロボット工学、通信手法と技術の発展 などを題材とした教育的な内容で占められた。物語は毎回さやかの疑問に答えられない大助がミームを呼び出し、ミームが2人の質問に答える形式で始まる。
番組初期には偉人とその業績の紹介を主とし、ミームがそれらを大助とさやかに説明する形式を取った。中期以降はシミュレーションとして全員でコンピュータの中に飛び込む、あるいは夢オチとして、極地や砂漠・宇宙を探索する、過去の世界へタイムトラベルをする、コンピュータネットワークが発達した未来世界を擬似体験するなど、SF活劇的要素の強い長編が制作されるようになった。

#### 物語設定（第1話 - 第50話）
海のむこうへ沈む夕日を見ていた大助とさやかの兄妹。大助は太陽ではなく地球の方が動いているのだとさやかに教えるが、詳しく説明することはできなかった。帰宅した2人はこのことを調べようとマイコン を使い、ガリレオ・ガリレイについて検索する。その最中、マイコンの画面から突如「ミーム」が飛び出した。これ以降2人はマイコンからミームを呼び出し、疑問に思うことを尋ねるようになった。

### 第51話 - 第127話
2年目となる第51話以降は、ミームと関わる子供たちが大谷兄妹から強い個性を持った「科学探偵団」の7人に交代するなど、設定の改変がされた。このキャラクター交代に伴い、オープニングアニメーションも一新された。なお、3年目となる102話以降は、「科学探偵団」メンバーが2人レギュラーキャラから外れ、新しいサブキャラクターが追加されるなどマイナーチェンジが行われている。
SF要素や教育的・説明的な内容は弱まり、物語にはコメディー要素や日常色が盛り込まれた。プラスチックや木材などの素材、天気の発生 や血液型性格分類の信憑性 など日常生活から発生する素朴な疑問、放送当時開催されたロサンゼルスオリンピックに関連した古代オリンピック やスポーツの話など、視聴者の子供達にとって身近な題材が取り上げられた。
物語設定にはINSが組み込まれ、作中のINS端末機は電話機・キーボード・ファクシミリを兼ねたプリンター・ディスプレイ・ビデオカメラなど、多数の機器が付けられたパソコンの姿で描かれた。後の世代では当たり前となったさまざまな情報サービスの検索、自宅からのネットバンキングや電子商取引、双方向テレビ番組への参加、在宅勤務・学習などが、番組内ではINSによる通信網・ケーブルテレビ・キャプテンシステムなどのニューメディアとコンピュータの普及により実現する近未来の技術として紹介された
電電公社→NTTがパビリオンを出展した科学万博つくば'85に関する話題も番組内で積極的に採り上げられた。物語中では登場人物が万博開催までの日数などを話題とし、各パビリオンの紹介を目的とした話も制作された。科学万博閉幕直後の1985年9月29日に番組は終了した。

#### 物語設定（第51話 - 第127話）
モニター地区として全世帯にINSを導入し、通信端末となるパソコンが配布されることになった桜町（さくらまち）が舞台。子供たちは早速パソコンを使いこなし、自宅にいながら友達と一緒にコンピュータゲームをしたり、テレビ電話で話をしたりと大喜び。しかし、次第に大人がパソコンを占有するようになってしまう。この状況に不満を持ったサトルなど科学探偵団の子供たちは、ガラクタから部品をかき集めて自分たちだけのパソコンを作る計画を立て、なんとか完成させる。そこにミームが現れた。

## 登場するキャラクター
ミーム
声 - 藤田淑子
豊富な科学知識を持つ本作の主役であり、解説役を務めるキャラクター。面倒見のよい姉御肌といった性格で、子供たちに様々な科学知識を教えてくれる。口数が多いため、時には子供たちからお節介でやかましい奴と言われることもある。自分のことを「わたし」「あたし」と呼ぶなどの言葉遣いや、正月に振袖を着るなど、女性の性格を持つ。外見の特徴は人間の手や肩に乗れる程度の背丈、白い体と手の代わりもするピンク色の長い髪の毛（自分でもどこまでが髪の毛でどこからが手なのか分からないらしい）。空中を自在に飛び回って移動し、電話回線などの通信網や電気回路の中を自在に移動できる能力を持つ。普段は回路の中で眠っている事が多く、子供たちがパソコンで呼び出す事でモニターから出現する。
このキャラクターはリチャード・ドーキンスの提唱した「ミーム」に発想を得たもの。作品中ミームが彼の名を口にするシーンはあるものの、その主張について詳しく説明される機会はなかった。番組初期には、その回で紹介する「偉人のミーム」を名乗って登場していた。

### 第1話 - 第50話
大谷 大助（おおたに だいすけ）
声 - 神保なおみ（第28話まで） → 山岡葉子（第29話・第30話 神保の代役） → 小宮和枝（第31話以降）
小学生の少年。12歳。宿題をするのを嫌がったり後回しにしたりと面倒くさがりな性格。自分のパソコンを持っており、その扱いには慣れている。ヨットのマークが描かれた青いシャツをいつも身につけている。高層マンションに住んでおり、同居している家族には父親と母親、妹のさやかがいる。
なお、第55話でSLを撮影しに来た人々の一人、そして第90話でサトルの夢の中でひろ子とともに見ていた映画の劇中に、それぞれ妹のさやかと一緒に一瞬登場している。
大谷 さやか（おおたに さやか）
声 - 室井深雪（現・深雪さなえ）
大助の妹。8歳。何かにつけて兄に注意や質問をするしっかり者で、外見も実年齢よりは年上に見える。ミームの説明を簡潔にまとめることが多い。大助と色違いの赤いシャツを身につけている。
大助とさやかは、当初はただミームの話を聞いて質問をするだけの立場で名前を付けられておらず、エンディングの配役紹介では単に「少年」「少女」と表記されていたが、物語にシミュレーションの要素を取り入れた第16話「氷の海を行く 北極」で初めて名前が明らかにされた。
アキオ
声 - 山田栄子
コンピュータを操る少年。32-34話のコンピュータ物語編で登場。家族には妹のレナ（声 - 富沢美智江）、コンピュータプログラマーの父のタシロ（声 - 柴田秀勝）がいる。
秋吉太郎
声 - 郷里大輔
大助とさやかの親戚の大学生で大柄の九州男児。失明した恋人の女性のために盲導犬ロボット「ゴロー」を作るためにやってきた。35-38話「ロボットを作ろう」編で登場。

#### ロボット達（第1話 - 第50話）
R-1
声 - 千葉繁
18話-21話に登場。ミームが絶えてしまった白鳥座デネブ星系に移住した人類により、ミームを奪取するために送り込まれたロボット。魚や昆虫を思わせるグロテスクな形状をしているが、当初は股関節で胴体を180度折りたたみ腕を収納する事で小型のロボットに偽装していた。ミームと一緒に大助とさやかを拉致しデネブへ連れ去ろうとする。
人間並みの知能と感情を持っており、誤って宇宙空間に放り出された際に自分が拉致した大助たちが自分を助けた事がきっかけで徐々に子供たちの優しさに感化されていき、ロボットは使い捨てとして簡単に自爆させてしまうデネブ人類に疑念を持つようになる。追跡してきた大介の父が乗るシャトルを地雷原に着陸させようとしたデネブの指導者エイに反抗し、エイを道連れに自爆する。
ゴロー
35話-39話に登場。盲導犬ロボット。事故で失明した恋人のために大学生の秋吉太郎が自作した。4回に渡り様々なセンサーを積み込み、偶然起きた火事を発見する。最後に完成して恋人の目として働くこととなる。
コン平（コンぺい）
声 - つかせのりこ
39話-42話に登場。日本における通信の歴史を体験する為、シミュレーションでタイム号に乗り過去に向かった大助とさやかの補佐としてミームの代わりに同行した自律ロボット。手足や首が蛇腹のチューブ状になっていて自在に伸ばしたり、首を胴体に収納し代わりにプロペラを出して飛ぶ事が出来る。またハサミ状の手から相手を昏倒させるビームを放つ事が可能。タイム号の操縦と通信を担当する。
M-1
声 - 塩屋浩三
43話-46話に登場。片付けプログラムに従って掃除をするお手伝いロボットだが、知能や感情がある自律ロボット。業務用掃除機にはさみ型マニピュレーターを2本つけたような形状をしており、頭頂部からそれぞれはたき、雑巾、洗剤を装備したアームを3本伸ばす事が出来る。タバコの臭いから特定の人物を判別したり、プログラムコードの改変を検知するなど、知覚センサーが非常に発達している。
人工衛星を使った国際犯罪を企むプロメテウスにより大助･さやかと共に拉致され、NASAから奪取したスペースシャトルを用いて軌道上にレーザー攻撃衛星ベロナを建造する計画に巻き込まれてしまう。そこでプロメテウスの協力者アポロンによりプログラムを書き換えられ一時大助たちに敵対するが、ミームによって元に戻った後は金属製のドアを破壊したり、レーザー銃の攻撃を物ともしないなど、ただの掃除ロボットとは思えない活躍を見せた。なお同型のロボットが18話に一瞬登場している。

### 第51話 - 第127話

#### 科学探偵団のメンバー
大空 サトル（おおぞら サトル）
声 - 山田栄子
物語開始時点で小学5年生の11歳。科学探偵団のリーダー的な存在で、鶏のトサカのような髪型が特徴。性格はお調子者で、遊ぶことと野球などスポーツが大好きだが、勉強は苦手。科学探偵団で結成した、探偵団のメンバーで構成する少年野球チーム「チェリーズ」のピッチャーを務めている。父親はサラリーマンの一平（いっぺい）（声 - 屋良有作）、母親は専業主婦の信子（のぶこ）（声 - 川島千代子）。
大空 マリ（おおぞら マリ）
声 - 室井深雪（第89話まで） → 原えりこ（第90話以降）
サトルの妹で、兄と同じような髪型に赤毛と八重歯が特徴。すぐ泣いたり笑ったりと感情の起伏が激しい。サトルのことはダメ兄貴と思っている節もあるが、探偵団から孤立したメンバーに寄り添った優しい一面も。科学探偵団は彼女を除いて全員サトルの同級生で結成されているため、メンバーの中では一番年下となる。
薬師寺 ひろ子（やくしじ ひろこ）
声 - 富沢美智江（現・富沢美智恵）
しっかり者でおしとやかな性格、かわいらしい外見の少女。ミームの話を簡潔にまとめて質問を返すなど物分かりがよく、学校の成績も優秀。科学技術への興味が強くアマチュア無線の免許を所有。家族には父親（声 - 銀河万丈）と母親、社会人の姉・由紀子（ゆきこ）（声 - 藤井佳代子）がいる。その性格と容姿から、サトルは彼女に好意を持っている。
博士（はかせ）
声 - 小宮和枝
メガネを掛けており、誰とでも敬語で話す生真面目な少年。科学探偵団の頭脳とも言える存在で、皆からも頼りにされているが、多少頑固な面もあり、時には暴走することもある。科学探偵団が使用するパソコンの「レインボー」や、ロボットのピコ等は彼が中心となって製作した。ひろ子と同様にアマチュア無線の免許を所有。
大沢 武（おおさわ たけし）
声 - 青木和代
小学生には似つかない巨体を持つ少年。背格好は身長165センチ、体重75キログラムと、大人と同じくらいかそれ以上ある。食いしん坊の大食漢。常にチェリーズの野球帽を被り、冬でも横縞のランニングシャツ、緑色の半ズボンの服装を貫いている。科学探偵団は彼のおじが所有する廃ビルの地下室、その後建て替えられたビルの屋上を借り、そこを集会場所としている。
笠原 光男（かさはら みつお）
声 - 坂本千夏
色黒で小柄な少年。武と同じようにいつもチェリーズの野球帽を被っている。スポーツ全般が得意で、クラス選抜の400メートルリレーではアンカーを務める。個性的な面々の多い科学探偵団の中ではあまり目立たないが、マリに縄跳びを教えたり犬を飼ったりと面倒見のよい性格。101話で6年に進級と同時に北海道へ引っ越したためにレギュラーメンバーから外れたが、夏休み中のエピソード等で再登場した。
秋子（あきこ）
声 - 頓宮恭子
メガネを掛けており、威勢のよい言葉遣いをする、外見は丸っこくやや太めの少女。食べることが何よりも好きで、スナック菓子やハンバーガーなどのジャンクフードをいつも持ち歩いてはパクついている。父親はケーブルテレビ局の職員。101話で6年に進級と同時に熊本県へ引っ越したためにレギュラーメンバーから外れたが、夏休み中のエピソード等で再登場した。

#### その他
イヤミ
声 - 龍田直樹
サトルの小学校の同級生で、見たとおりの嫌味な性格。サトルとは別の少年野球チームに入っており、何かとサトルと張り合って嫌がらせをしていた。後に学校からテスト問題を盗んで授業に活用していた悪質講師の塾に知らずに入ってしまうが、「科学探偵団」の活躍でこの事が明らかになりサトル達と和解する。
早崎さん（はやさき）
声 - 島田敏
103話より登場。桜町派出所に勤務するおまわりさん。おっちょこちょいで恋多き性格のため、科学探偵団のメンバーによくからかわれるコメディリリーフ的なキャラクター。

#### ロボット達（第51話 - 第127話）
ピコ
52話・55話に登場した博士が作ったオリジナルロボット。二足歩行が可能だが自律行動はできない。無線電話を使って音声認識によるリモコン遠隔操作や、内蔵されたカメラによる映像や音声の中継・記録、操縦側の声による会話、タイマー録画や撮影など様々な機能を有する。しかし、当初は転倒しても自力で起き上がれないなど未完成部分も多く、ミームのアドバイスにより改良された。ミームが中のコンピューターに入って操作も可能。
玉三郎（たまさぶろう）
声 - つかせのりこ
78話から登場。ビルの改装で地下のゲームセンター跡から屋上のテントに移ったレインボーの留守番用にミームが作った雑用ロボット。しかし、最初のプログラムのインストール時に、間違えて演歌のカセットテープを入れてしまったため、演歌を歌うカラオケロボットになってしまった。リモコンなどで操られることなく、自分で思考・行動が可能な完全自立ロボット。語尾に「マル」と付ける口癖を持ち、感情表現を行うなど、およそロボットとは思えない行動を取る。普段は従順で命令もちゃんと聞くが、頭に強い衝撃を与えると性格が豹変。口調が関西弁に変化し、梅沢富美男の「夢芝居」等の演歌を歌う。後の回では普段から豹変した性格でいる事も多くなっていった。
101話で秋子が熊本県へ引っ越す際に引き取られ、一緒に九州へ行ったためにレギュラーメンバーから外れたが、夏休みのエピソード（121話）で再登場。その後126話で再び東京へ送り返され、最終回（第127話）では、ラストに都はるみの「好きになった人」のワンフレーズを歌って番組を締め括った。
オム
声 - 坂本千夏
102話から登場。サトルとマリの叔父にあたる大作（だいさく）が、イギリスのロボット研究者の知り合いから貰った探偵ロボット。正式な名称はシャーロック・ホームズからその名を拝借したSHERLOCK 00M（シャーロック ダブルオーエム）だが、長すぎて言いづらいとの理由から「オム」の愛称が与えられた。引越しした光男と秋子の穴埋めとして草野球チーム「チェリーズ」に加入する。
音声認識機能で命令を聞いて行動するが、最初は英語でしか認識できず、しかも誰の命令でも聞く未完成品で、誰でもワトソン君と呼ぶなど欠陥も多かった。その後、科学探偵団のメンバーの手で日本語フォーマットに変更され、音声認識もメンバーの声以外の命令は聞かないように改良された。本体にモニターやマイコンを内蔵しており、無線電話回線でネットにも接続可能。これにより、オムから直接ミームを呼び出すことも可能。その他にも各種のセンサを備えるなど様々な機能を有する。他のロボットとは違い、二足歩行ではなくキャタピラ（無限軌道）によって移動する。

## スタッフ
- 監督 - 横田和善
- プロデューサー - 佐藤昭司・松土隆二（日本アニメーション）、忠隈昌・山本典助（TBS）
- シリーズ構成 - 黒田昌郎
- キャラクターデザイン - 関修一、坂巻貞彦ほか
- 美術監督 - 吉原一輔、藤田勉、工藤剛一、石津節子、松宮正純、佐藤信、高遠和茂、千葉みどり、山口俊和 ほか
- 撮影監督 - 黒木敬七（トランス・アーツ）
- 音響監督 - 藤野貞義
- 音楽 - 渡辺岳夫
- 監修 - 糸川英夫
- 製作 - 日本アニメーション、TBS
- 提供スポンサーアナウンス - 神津栄子（1983年4月3日 - 1985年3月31日《電電公社時代》）、菅原牧子（1985年4月7日 - 1985年9月29日《NTT時代》）
- 提供　電電公社（1983年4月3日 - 1985年3月31日）→NTT（1985年4月7日 - 1985年9月29日）『電電公社（日本電信電話公社）』は1985年4月の民営化に際し、『NTT（日本電信電話株式会社)』に社名を変更。

## 主題歌
いずれも発売元は日本コロムビア。
オープニングテーマ「ポケット宇宙」
作詞 - 武鹿悦子 / 作曲 - 渡辺岳夫 / 編曲 - 青木望 / 歌 - 山野さと子、コロムビアゆりかご会
エンディングテーマ「ちいさいかわのうた」
作詞 - 武鹿悦子 / 作曲 - 渡辺岳夫 / 編曲 - 青木望 / 歌 - 大杉久美子
ED映像は一貫して不変だったのに対し、OP映像は「大谷兄妹編」と「科学探偵団編」の2種類があり、さらに後者は第101話までのものと、光男と秋子が去り、代わりにオムが入った第102話以降のものがある。

## 各話リスト
| 話数 | サブタイトル                  | 作                           | 絵コンテ          | 演出              | 作画監督          |
| ---- | ----------------------------- | ---------------------------- | ----------------- | ----------------- | ----------------- |
| 1    | それでも地球は...             | 黒田昌郎                     | 高井誠            | 横田和善          | 坂巻貞彦          |
| 2    | 君は恐竜を見たか              | 松田昭三                     | 鈴木孝義          | 鈴木孝義          | 古山匠            |
| 3    | 遠くからトン・ツー            | 荒木芳久                     | 岡部英二          | 鈴木孝義          | 坂巻貞彦          |
| 4    | 虫のお家は机？                | 中野顕彰                     | 花井信也          | 鈴木孝義          | 古山匠            |
| 5    | 走れ! 蒸気機関車              | 柏倉敏之                     | 藤原良二          | 岡田宇啓          | 古沢目出夫        |
| 6    | 遠くの声を聞こう              | 三宅直子 黒田昌郎            | 小松和彦          | 鈴木孝義          | 坂巻貞彦 江村豊秋 |
| 7    | 見えない敵と闘                | 荒木芳久                     | 岡部英二          | 横田和善          | 古山匠            |
| 8    | ロケットの父                  | 中原朗                       | 岡部英二          | 鈴木孝義          | 坂巻貞彦          |
| 9    | 大陸は動いている!             | 中野顕彰                     | 横田和善          | 横田和善          | 江村豊秋          |
| 10   | 空を駆ける兄弟                | 黒田昌郎 柏倉敏之            | 久茂すずめ        | 久茂すずめ        | 久茂すずめ        |
| 11   | 時を計る                      | 荒木芳久                     | 横田和善 花井信也 | 横田和善          | 古山匠            |
| 12   | 写真のはなし                  | 柏倉敏之                     | 鈴木孝義          | 鈴木孝義          | 坂巻貞彦          |
| 13   | ペニシリンの発見              | 鷲山京子                     | 横田和善          | 横田和善          | 坂巻貞彦          |
| 14   | 電灯のはなし                  | 久貴千賀子                   | 佐々木勝利        | 佐々木勝利        | 山口聡            |
| 15   | 海底をさぐる                  | 中野顕彰                     | 花井信也          | 横田和善          | 古山匠            |
| 16   | 氷の海を行く・北極            | 柏倉敏之                     | 鈴木孝義          | 鈴木孝義          | 坂巻貞彦 古山匠   |
| 17   | 極点をめざせ・南極            | 久貴千賀子                   | 岡部英二          | 佐々木勝利        | 山口聡            |
| 18   | 宇宙へ飛び出す-1-             | 中野顕彰                     | 横田和善          | 横田和善          | 坂巻貞彦          |
| 19   | 宇宙へ飛び出す-2-             | 中野顕彰                     | 岡部英二          | 鈴木孝義          | 坂巻貞彦 古山匠   |
| 20   | 宇宙へ飛び出す-3-             | 中野顕彰                     | 横田和善 花井信也 | 横田和善          | 坂巻貞彦 古山匠   |
| 21   | 宇宙へ飛び出す-4-             | 中野顕彰                     | 岡部英二          | 鈴木孝義          | 坂巻貞彦 古山匠   |
| 22   | 地震あれこれ-1-               | 柏倉敏之                     | 佐々木勝利        | 佐々木勝利        | 山口聡            |
| 23   | 地震あれこれ-2-               | 柏倉敏之                     | 鈴木孝義          | 鈴木孝義          | 坂巻貞彦          |
| 24   | 生きている山・火山-1-         | 田辺満 中野顕彰              | 花井信也          | 横田和善 花井信也 | 坂巻貞彦          |
| 25   | 生きている山・火山-2-         | 中野顕彰                     | 佐々木勝利        | 佐々木勝利        | 山口聡            |
| 26   | 光-1-その不思議               | 中野顕彰                     | 岡部英二          | 横田和善          | 古山匠            |
| 27   | 光-2-その性質                 | 中野顕彰                     | 岡部英二          | 岡崎幸男          | 石之博和          |
| 28   | 光-3-その速さ                 | 中野顕彰                     | 鈴木孝義          | 鈴木孝義          | 坂巻貞彦          |
| 29   | 光-4-その利用                 | 中野顕彰                     | 花井信也          | 佐々木勝利        | 石之博和          |
| 30   | 光-5-その仲間                 | 中野顕彰                     | 鈴木孝義          | 鈴木孝義          | 古山匠            |
| 31   | 夢のコンピュータ物語 -1-      | 柏倉敏之                     | 横田和善          | 横田和善          | 坂巻貞彦          |
| 32   | 恋のコンピュータ物語 -2-      | 柏倉敏之                     | 佐々木勝利        | 佐々木勝利        | 山口聡            |
| 33   | 謎のコンピュータ物語 -3-      | 柏倉敏之                     | 早川啓二          | 横田和善 花井信也 | 古山匠            |
| 34   | 愛のコンピュータ物語 -4-      | 柏倉敏之                     | 鈴木孝義          | 鈴木孝義          | 坂巻貞彦          |
| 35   | ロボットを作ろう -1-          | 湯浅ひろ子 中野顕彰 横田和善 | 横田和善          | 横田和善          | 朝倉隆            |
| 36   | ロボットを作ろう -2-          | 中野顕彰                     | 佐々木勝利        | 佐々木勝利        | 山口聡            |
| 37   | ロボットを作ろう -3-          | 湯浅ひろ子 中野顕彰          | 佐藤博暉          | 佐藤博暉          | 古山匠            |
| 38   | ロボットを作ろう -4-          | 中野顕彰                     | 鈴木孝義          | 佐々木勝利        | 山口聡            |
| 39   | タイム号応答せよ! -1-         | 柏倉敏之                     | 横田和善          | 横田和善          | 朝倉隆            |
| 40   | タイム号応答せよ! -2-         | 柏倉敏之                     | 佐々木勝利        | 佐々木勝利        | 山口聡            |
| 41   | タイム号応答せよ! -3-         | 柏倉敏之                     | 佐藤博暉          | 佐藤博暉          | （不明）          |
| 42   | タイム号応答せよ! -4-         | 柏倉敏之                     | 鈴木孝義          | 鈴木孝義          | 古山匠            |
| 43   | 人工衛星を守れ! -1-           | 中原朗                       | 横田和善          | 横田和善          | 朝倉隆 松本勝次   |
| 44   | 人工衛星を守れ! -2-           | 中原朗                       | 岡崎幸男          | 岡崎幸男          | 石之博和          |
| 45   | 人工衛星を守れ! -3-           | 中原朗                       | 佐藤博暉          | 佐藤博暉          | 佐藤道雄          |
| 46   | 人工衛星を守れ! -4-           | 中原朗                       | 横田和善          | 横田和善          | 古山匠            |
| 47   | 言葉と文字のはじまり          | 大塚汎                       | 鈴木孝義          | 鈴木孝義          | 朝倉隆            |
| 48   | 印刷と郵便のはじまり          | 大塚汎                       | 佐々木勝利        | 佐々木勝利        | 石之博和          |
| 49   | 電気通信のはじまり            | 大塚汎                       | 佐藤博暉          | 佐藤博暉          | 古山匠            |
| 50   | 新しい通信をさぐる            | 大塚汎                       | 鈴木孝義          | 横田和善          | 朝倉隆 才田俊次   |
| 51   | ぼくらの科学探偵団誕生        | 中野顕彰                     | 横田和善          | 横田和善          | 坂巻貞彦          |
| 52   | いなくなったロボット          | 柏倉敏之                     | 佐藤博暉          | 佐藤博暉          | 古山匠            |
| 53   | SOSはだれから？               | 中野顕彰                     | 荻原亨            | 荻原亨            | 石之博和          |
| 54   | ママのパソコン美容作戦        | 一色伸幸                     | 鈴木孝義          | 鈴木孝義          | 朝倉隆 菅原浩喜   |
| 55   | SLは春風にのって...           | 柏倉敏之                     | 佐藤博暉          | 佐藤博暉          | 古山匠            |
| 56   | 現代の魔法使い (金属)         | 一色伸幸                     | 横田和善          | 横田和善          | 坂巻貞彦          |
| 57   | 温かく軽く美しく (繊維)       | 中野顕彰                     | 花井信也          | 花井信也          | 朝倉隆 菅原浩喜   |
| 58   | 土器とスペースシャトル        | 一色伸幸                     | 荻原亨            | 荻原亨            | 石之博和          |
| 59   | 石油を着たり食べたり...       | 中野顕彰                     | 佐藤博暉          | 佐藤博暉          | 古山匠            |
| 60   | 太陽エネルギーで飛ぼう        | 大塚汎                       | 鈴木孝義          | 鈴木孝義          | 坂巻貞彦          |
| 61   | 風と水のエネルギー今昔        | 大塚汎                       | 荻原亨            | 佐々木勝利        | 山口聡            |
| 62   | 燃えるって何だ？火力          | 黒田昌郎                     | 花井信也          | 花井信也          | 菅原浩喜          |
| 63   | 原子力エネルギーの話          | 大塚汎                       | 佐藤博暉          | 佐藤博暉          | 古山匠            |
| 64   | 身代わりロボット大騒ぎ        | 一色伸幸                     | 横田和善          | 横田和善          | 朝倉隆            |
| 65   | まい子の犬はだれの犬？        | 柏倉敏之                     | 久茂すずめ        | 久茂すずめ        | 久茂すずめ        |
| 66   | ボクらの特ダネ大逆転          | 一色伸幸                     | 鈴木孝義          | 鈴木孝義          | 坂巻貞彦 古山匠   |
| 67   | 山の不思議を科学しよう        | 一色伸幸                     | 黒川文男          | 佐藤博暉          | 菅原浩喜          |
| 68   | 遠い昔のオリンピック ！？     | 中野顕彰                     | 楠葉宏三          | 楠葉宏三          | 古山匠            |
| 69   | 0.1秒でも速く泳ぐには         | 一色伸幸                     | 花井信也          | 花井信也          | 坂巻貞彦          |
| 70   | より速く, 高く, 遠く!         | 中野顕彰                     | 蒼加一朗          | 蒼加一朗          | 仲門通            |
| 71   | 投げて打って走る・野球        | 中野顕彰                     | 佐藤博暉          | 佐藤博暉          | 菅原浩喜          |
| 72   | 名選手いろいろ集・野球        | 一色伸幸                     | 鈴木孝義          | 鈴木孝義          | 朝倉隆 古山匠     |
| 73   | 宇宙からのメッセージ！？      | 一色伸幸                     | 横田和善          | 横田和善          | 坂巻貞彦          |
| 74   | うちのお母さんは心配性        | 中野顕彰                     | 佐藤博暉          | 花井信也          | 菅原浩喜          |
| 75   | 恐竜はなぜほろんだか？        | 黒田昌郎                     | 鈴木孝義          | 鈴木孝義          | 古山匠            |
| 76   | シルクロードは謎の道？        | 一色伸幸                     | 佐藤博暉          | 佐藤博暉          | 中村誠 坂巻貞彦   |
| 77   | ピラミッドの謎をさぐる        | 柏倉敏之                     | 早川啓二          | 花井信也          | 朝倉隆 古山匠     |
| 78   | おかしなロボット玉三郎        | 一色伸幸                     | 横田和善          | 横田和善          | 菅原浩喜          |
| 79   | ロボットが小猫を拾った        | 中野顕彰                     | 草加一朗          | 草加一朗          | 仲門通            |
| 80   | 運動会を家で見る方法？        | 中野顕彰                     | 早川啓二          | 鈴木孝義          | 古山匠            |
| 81   | みんなの健康・その歴史        | 一色伸幸                     | 佐藤博暉          | 佐藤博暉          | 朝倉隆 中村誠     |
| 82   | 体の中をのぞく方法 -1-        | 一色伸幸                     | 花井信也          | 花井信也          | 菅原浩喜          |
| 83   | 体の中をのぞく方法 -2-        | 一色伸幸                     | 鈴木孝義          | 鈴木孝義          | 菅原浩喜          |
| 84   | 生命をささえる人口臓器        | 一色伸幸                     | 横田和善          | 横田和善          | 古山匠            |
| 85   | 万国博覧会ってなあに？        | 中野顕彰                     | 光延博愛          | 仲戸融            | 近藤英輔          |
| 86   | 科学万博 ・つくば`85          | 中野顕彰                     | 佐藤博暉          | 佐藤博暉          | 朝倉隆 菅原浩喜   |
| 87   | 天気予報と忘れた傘と...       | 中野顕彰                     | 花井信也          | 花井信也          | 古山匠            |
| 88   | 緊急取材 ・雪女の正体         | 一色伸幸                     | 鈴木孝義          | 鈴木孝義          | 佐藤道雄          |
| 89   | 30分でキミも手品師!           | 一色伸幸                     | 近藤英輔          | 近藤英輔          | 仲戸通            |
| 90   | 初夢を10倍楽しくみよう        | 横田和善                     | 横田和善          | 横田和善          | 菅原浩喜          |
| 91   | 脳を使って脳を考えよう        | 横田和善                     | 佐藤博暉          | 佐藤博暉          | 朝倉隆 古山匠     |
| 92   | スピードに挑戦 ・新幹線       | 一色伸幸                     | 花井信也          | 花井信也          | 菅原浩喜          |
| 93   | スペースシャトル搭乗記        | 中野顕彰                     | 鈴木孝義          | 鈴木孝義          | 古山匠            |
| 94   | 科学捜査 ・君も刑事だ!        | 一色伸幸                     | 佐藤博暉          | 佐藤博暉          | 佐藤道雄          |
| 95   | 科学捜査 ・わたしは誰？       | 中野顕彰                     | 光延博愛          | 近藤英輔          | 近藤英輔          |
| 96   | 科学捜査 ・声の主は誰？       | 一色伸幸                     | 横田和善          | 横田和善          | 朝倉隆 菅原浩喜   |
| 97   | 警察犬 ・音とにおいの謎       | 中野顕彰                     | 早川啓二          | 杉村博美          | 古山匠            |
| 98   | イルカとしゃべろう!           | 一色伸幸                     | 鈴木孝義          | 鈴木孝義          | 菅原浩喜          |
| 99   | サケ ・君の故郷はどこ？       | 中野顕彰                     | 佐藤博暉          | 佐藤博暉          | 朝倉隆 古山匠     |
| 100  | 君もゾウ使いになれる!         | 一色伸幸                     | 近藤英輔          | 近藤英輔          | 仲戸通            |
| 101  | 君の犬を名犬にしよう!         | 一色伸幸                     | 早川啓二          | 杉村博美          | 高橋昇 佐藤道雄   |
| 102  | 新 ・探偵ロボット登場!        | 一色伸幸                     | 鈴木孝義          | 鈴木孝義          | 菅原浩喜          |
| 103  | 探偵ロボット洞くつ探検        | 中野顕彰                     | 佐藤博暉          | 佐藤博暉          | 古山匠            |
| 104  | 探偵ロボット暗闇を写す        | 一色伸幸                     | 横田和善          | 横田和善          | 朝倉隆 菅原浩喜   |
| 105  | 探偵ロボット ・怪魚の謎       | 中野顕彰                     | 近藤英輔          | 近藤英輔          | 仲門通            |
| 106  | ミスターXは誰？               | 一色伸幸                     | 鈴木孝義          | 鈴木孝義          | 朝倉隆 古山匠     |
| 107  | UFO大研究...？                | 中野顕彰                     | 早川啓二          | 杉村博美          | 菅原浩喜          |
| 108  | CATV放火事件                  | 一色伸幸                     | 佐藤博暉          | 佐藤博暉          | 古山匠            |
| 109  | 百点満点の秘密？              | 中野顕彰                     | 近藤英輔          | 近藤英輔          | 仲戸通            |
| 110  | 発明で金持ちになる方法...！？ | 一色伸幸                     | 横田和善          | 横田和善          | 朝倉隆 菅原浩喜   |
| 111  | 梅雨空を青空にする方法        | 一色伸幸                     | 鈴木孝義          | 鈴木孝義          | 古山匠            |
| 112  | バイ菌とつき合う方法!         | 一色伸幸                     | 佐藤博暉          | 佐藤博暉          | 菅原浩喜          |
| 113  | 太りすぎを予防する方法        | 中野顕彰                     | 横田和善          | 横田和善          | 朝倉隆 古山匠     |
| 114  | 血液型に強くなる方法          | 一色伸幸                     | 近藤英輔          | 近藤英輔          | 仲戸通            |
| 115  | 追跡! チョウの団体旅行        | 中野顕彰                     | 早川啓二          | 杉村博美          | 菅原浩喜          |
| 116  | 探訪! アリの不思議な国        | 一色伸幸                     | 鈴木孝義          | 鈴木孝義          | 古山匠            |
| 117  | 体験! カブトムシの世界        | 中野顕彰                     | 佐藤博暉          | 佐藤博暉          | 菅原浩喜          |
| 118  | 潜入! 蜜バチ一族の社会        | 横田和善                     | 横田和善          | 横田和善          | 古山匠            |
| 119  | 不思議な星の2日間 (前篇)      | 佐藤定雄                     | 黒田昌郎          | 横田和善          | 朝倉隆 佐藤道雄   |
| 120  | 不思議な星の2日間 (後篇)      | 佐藤定雄                     | 早川啓二          | 杉村博美          | 菅原浩喜          |
| 121  | 天体観測①めざせ北極星         | 一色伸幸                     | 近藤英輔          | 近藤英輔          | 仲門通            |
| 122  | 天体観測②新すい星発見         | 一色伸幸                     | 鈴木孝義          | 鈴木孝義          | 古山匠            |
| 123  | 面白植物あれこれ大集合        | 中野顕彰                     | 佐藤博暉          | 佐藤博暉          | 菅原浩喜          |
| 124  | タンポポに乗った女の子        | 中野顕彰                     | 横田和善          | 横田和善          | 朝倉隆 佐藤道雄   |
| 125  | きられても生きている木        | 鎌田秀美                     | 杉村博美          | 杉村博美          | 古山匠            |
| 126  | おなかに入った探検隊          | 田渕久美子                   | 近藤英輔          | 近藤英輔          | 仲戸通            |
| 127  | 血液にのった体内大旅          | 田渕久美子                   | 佐藤博暉          | 佐藤博暉          | 朝倉隆 菅原浩喜   |

## 放送局
前番組『オーケストラがやって来た』と同様に、TBS系列局の無い県でも他系列局を通じて放送。時差ネットながら、電電公社 → NTTのスポンサードネットで放送されていた。
放送日時は福島テレビ以外は1985年2月時点、放送系列は放送当時のものとする。
| 放送地域       | 放送局         | 放送日時                                                                           | 放送系列                      | 備考                                   |
| -------------- | -------------- | ---------------------------------------------------------------------------------- | ----------------------------- | -------------------------------------- |
| 関東広域圏     | 東京放送       | 日曜 11:00 - 11:30                                                                 | TBS系列                       | 制作局 現・TBSテレビ                   |
| 北海道         | 北海道放送     | 日曜 11:00 - 11:30                                                                 | TBS系列                       |                                        |
| 青森県         | 青森テレビ     | 日曜 11:00 - 11:30                                                                 | TBS系列                       |                                        |
| 岩手県         | 岩手放送       | 日曜 11:00 - 11:30                                                                 | TBS系列                       | 現・IBC岩手放送                        |
| 宮城県         | 東北放送       | 日曜 11:00 - 11:30                                                                 | TBS系列                       |                                        |
| 新潟県         | 新潟放送       | 日曜 11:00 - 11:30                                                                 | TBS系列                       |                                        |
| 長野県         | 信越放送       | 日曜 11:00 - 11:30                                                                 | TBS系列                       |                                        |
| 山梨県         | テレビ山梨     | 日曜 11:00 - 11:30                                                                 | TBS系列                       |                                        |
| 静岡県         | 静岡放送       | 日曜 11:00 - 11:30                                                                 | TBS系列                       |                                        |
| 石川県         | 北陸放送       | 日曜 11:00 - 11:30                                                                 | TBS系列                       |                                        |
| 中京広域圏     | 中部日本放送   | 日曜 11:00 - 11:30                                                                 | TBS系列                       | 現・CBCテレビ                          |
| 近畿広域圏     | 毎日放送       | 日曜 11:00 - 11:30                                                                 | TBS系列                       | [ 注釈 3 ]                             |
| 鳥取県 島根県  | 山陰放送       | 日曜 11:00 - 11:30                                                                 | TBS系列                       |                                        |
| 岡山県・香川県 | 山陽放送       | 日曜 11:00 - 11:30                                                                 | TBS系列                       | 現・RSK山陽放送                        |
| 広島県         | 中国放送       | 日曜 11:00 - 11:30                                                                 | TBS系列                       |                                        |
| 高知県         | テレビ高知     | 日曜 11:00 - 11:30                                                                 | TBS系列                       |                                        |
| 福岡県         | RKB毎日放送    | 日曜 11:00 - 11:30                                                                 | TBS系列                       |                                        |
| 長崎県         | 長崎放送       | 日曜 11:00 - 11:30                                                                 | TBS系列                       |                                        |
| 熊本県         | 熊本放送       | 日曜 11:00 - 11:30                                                                 | TBS系列                       |                                        |
| 大分県         | 大分放送       | 日曜 11:00 - 11:30                                                                 | TBS系列                       |                                        |
| 宮崎県         | 宮崎放送       | 日曜 11:00 - 11:30                                                                 | TBS系列                       |                                        |
| 鹿児島県       | 南日本放送     | 日曜 11:00 - 11:30                                                                 | TBS系列                       |                                        |
| 沖縄県         | 琉球放送       | 日曜 11:00 - 11:30                                                                 | TBS系列                       |                                        |
| 山口県         | テレビ山口     | 日曜 11:00 - 11:30                                                                 | TBS系列 フジテレビ系列        |                                        |
| 福島県         | 福島テレビ     | 日曜 11:00 - 11:30（1983年9月まで） 日曜 8:30 - 9:00（1983年10月以降、異時ネット） | フジテレビ系列                | 1983年11月まで                         |
| 福島県         | テレビユー福島 | 日曜 11:00 - 11:30                                                                 | TBS系列                       | 1983年12月4日から                      |
| 秋田県         | 秋田放送       | 日曜 10:30 - 11:00                                                                 | 日本テレビ系列                |                                        |
| 山形県         | 山形放送       | 日曜 10:30 - 11:00                                                                 | 日本テレビ系列 テレビ朝日系列 |                                        |
| 福井県         | 福井放送       | 日曜 10:30 - 11:00                                                                 | 日本テレビ系列                | 1983年4月10日から1985年10月6日まで放送 |
| 愛媛県         | 南海放送       | 日曜 10:30 - 11:00                                                                 | 日本テレビ系列                |                                        |

## 映像ソフト
- 放送当時、第1話 - 第26話（第13話と第16話を除く）を収録したVHD全6巻が発売された[18]。VHDが製造廃止されたため、全話は映像ソフト化されていない。
- オープニングとエンディングの映像は、東映ビデオから発売された『TVヒーロー主題歌全集16 日本アニメ編2』（VHS）および『日本アニメTV主題歌大全集』（VHS・LD・DVD）に収録されている。オープニング映像は、VHSでは「大谷兄妹編」時代のもののみを、LDとDVDではメインに「大谷兄妹編」時代のものを収録しており、「科学探偵団編」時代（2期とも）はボーナストラックに収録されている。